# 埃玛·杰克逊
埃玛·杰克逊（英語：Emma Jackson，1991年—），澳大利亚女子铁人三项运动员。她曾代表澳大利亚参加2014年英联邦运动会铁人三项比赛，获得一枚铜牌。她也曾参加2012年夏季奥林匹克运动会。